# Legendary (filme)
Legendary é um filme de 2010 do gênero drama, dirigido por Mel Damski. Ele traz Devon Graye como protagonista, o qual faz o papel de um wrestler no colegial, onde contracena com John Cena, Patricia Clarkson, Danny Glover, Madeleine Martin, e Tyler Posey. O filme foi lançado em 7 de setembro de 2010.

## Elenco
- Devon Graye como Cal Chetley
- John Cena como Mike Chetley
- Patricia Clarkson como Sharon Chetley
- Danny Glover como Harry "Red" Newman - treinador de Mac Chetley
- Madeleine Martin como Luli Stringfellow
- Tyler Posey como Billy Barrow
- John Posey como Coach Stu Tennent
- Teo Olivares como Donald Worthington
- Chris Whetstone como Mac Chetley